# Lluís de França (duc de Borgonya)

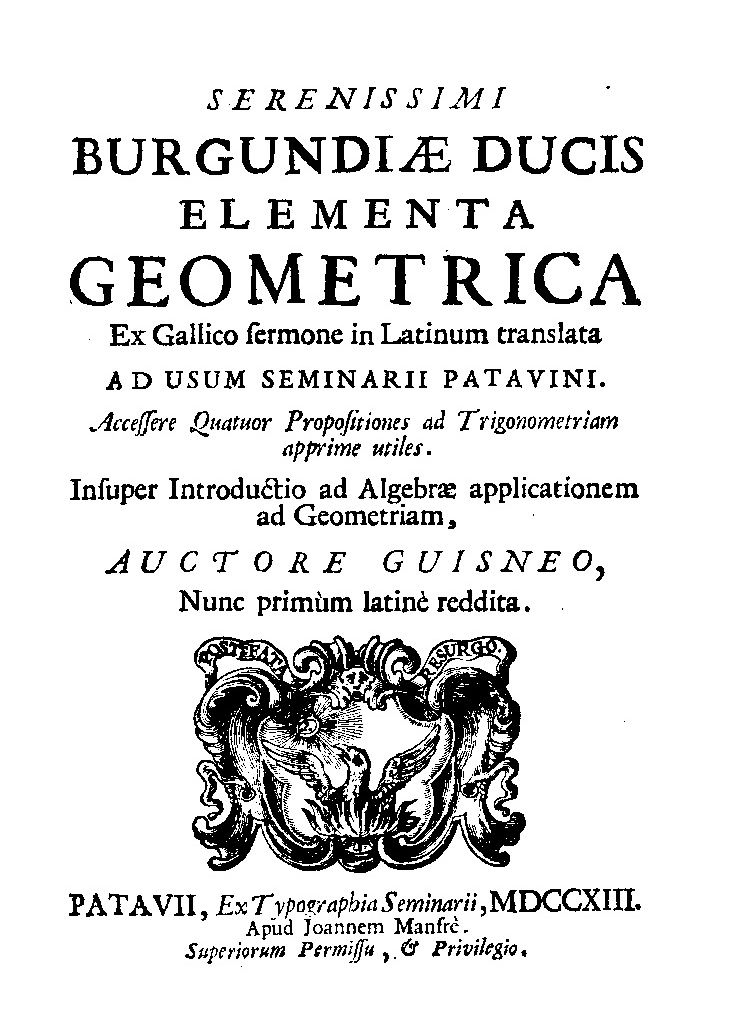
Éléments de géométrie, 1713

Lluís de França (Palau de Versalles, 6 d'agost de 1682 - ibídem, 18 de febrer de 1712) fou Duc de Borgonya des del seu naixement i Delfí de Viennois des de 1711.
Era fill del Gran Delfí i de la princesa Maria Anna de Baviera. Mentre per via paterna era net del rei Lluís XIV de França i de la infanta Maria Teresa d'Espanya, per via materna ho era de l'elector Ferran I Maria de Baviera i de la princesa Enriqueta Adelaida de Savoia.
El dia 7 de desembre de 1697 es casà amb la princesa Maria Adelaida de Savoia, filla del rei Víctor Amadeu II de Sardenya i de la princesa Anna Maria d'Orleans. La parella tingué tres fills, tots anomenats Lluís, els dos primers van morir joves.
- Lluís, duc de Bretanya, nat a Versalles el 1704 i mort a Versalles el 1705.
- Lluís, nat a Versalles el 1707 i mort a Versalles el 1712.
- Lluís XV de França, nat a Versalles el 1711 i mort a Versalles el 1774. Es casà a Versalles el 1735 amb la princesa Maria Leszczyńska.

Arrogant i indisciplinat, el duc de Borgonya no respectava a ningú i únicament amb gran esforç per part del tutor Fénelon (arquebisbe de Cambrai, es convertí en un home pietós i religiós.
L'any 1702 fou admès, pel rei Lluís XIV de França, al Consell d'Estat encarregat de temes transcendentals com la religió, la diplomàcia i la guerra. Gràcies a aquesta posició, el duc de Borgonya exercí una forta influència a través de l'anomenat "partit devot" que estava format pel duc de Beauvillier, el duc de Chevreuse, el duc de Saint-Simon, Fenélon i altres membres de la noblesa francesa. Aquest partit defensava el retorn a una monarquia menys absolutista i amb un retorn de poders als consells locals.
El 1708, durant la Guerra de Successió Espanyola fou derrotat en la batalla d'Oudenaarde juntament amb Lluís Josep de Borbó-Vendôme.
Aquesta posició del duc de Borgonya, responia a l'existència d'un ideal que pregonava la constitució d'una monarquia administrada per la noblesa i de caràcter no centralitzat, un ideal que tenia el ple suport del duc de Borgonya i que segurament hauria portat a terme si hagués esdevingut rei de França.
El duc de Borgonya morí a Versalles el 1712, un any escàs després de la mort del Gran Delfí, sis dies després de la seva muller, la princesa Maria Adelaida de Savoia, i dies després de la mort del seu fill primogènit.
La prematura mort del duc de Borgonya frustrà les expectatives de la facció dels devots. Malgrat tot, la regència del Duc d'Orleans, iniciada el 1715 portà a la pràctica gran part dels ideals del duc de Borgonya. Tot i així, l'any 1718 el mateix duc d'Orleans pregonà el retorn al sistema absolutista del rei Lluís XIV de França.